# N.A. Hansen
Niels Andersen Hansen (født 31. maj 1803 i Forballum i Mjolden Sogn ved Højer, død 2. oktober 1879) var en dansk gårdmand, møller og politiker.
Hansen var søn af gårdejer Hans A. Hansen. Da faren døde i 1826 overtog Hansen driften af sin fædrene gård i Forballum og to fæstegårde, og i 1843 arvede han sine svigerforældres gård i Randerup Sogn. Hansen fik i 1842 bevilling som møller og byggede en mølle i Forballum i 1844. Han var med til at stifte Den Slesvigske Forening i 1843 og Rødding Højskole i 1844.
Hansen var medlem af Folketinget valgt i Ribe Amts 5. valgkreds (Bredebrokredsen) maj 1853-1858. Han tabte folketingsvalget 1852 til gårdmand Mikkel Brodersen, og stillede først op igen da Brodersen ikke genopstillede i maj 1853. Hansen blev genvalgt i 1854 og 1855 og genopstillede ikke i 1858.